# Дува-Сохор
Дува-Сохор (монг. Дува сохор) — предок Чингисхана в двенадцатом поколении, сын Тороколджин-Баяна и Борохчин-гоа, внук Борджигидай-Мэргэна. Прозвище «сохор» означает «незрячий», так как, согласно легенде, у Дува-Сохора был только один глаз посреди лба, которым тот, однако, мог видеть «на три кочёвки вперёд». 
Младший брат Дува-Сохора, Добун-Мэргэн, был женат на Алан-гоа и имел от неё двух сыновей — Бугунотая и Бельгунотая (ещё трое — Бугу-Хадаги, Бухуту-Салджи и Бодончар — родились уже после его смерти). По «Сокровенному сказанию монголов», именно Дува-Сохор помог Добун-Мэргэну жениться: завидев перекочёвывавшую Алан-гоа, он убедил брата пойти к её родственникам и посвататься, если та окажется незамужней. 
Что касается семьи самого Дува-Сохора, то «Сокровенное сказание» сообщает, что у него было четыре сына. Древняя летопись не называет имён этих людей, однако из более поздних источников известно, что их звали Доной, Докшин, Эмнек и Эркэг. После смерти отца, не желая оставаться со своим дядей Добун-Мэргэна, все четверо откочевали от него и выделились в отдельный род дурбэн. В дальнейшем их потомки перекочевали на Алтай, где вошли в состав ойратов. 

## В культуре
- Дува-Сохор и его брат Добун-Мэргэн упоминаются в трилогии Н. А. Лугинова «По велению Чингисхана», а также романе А. С. Гатапова «Тэмуджин».